# ブルーラークスパー
ブルーラークスパー (Blue Larkspur) は、1920年代末に活躍したアメリカ合衆国の競走馬、種牡馬。ベルモントステークスを含む10勝を挙げ、1957年にアメリカ競馬殿堂に殿堂入りした。

## 経歴

### 出生
父のブラックサーヴァントはブルーグラスステークス勝ちやケンタッキーダービー2着などの成績を残した競走馬で、ブルーラークスパー以外にも10頭ほどのステークスウィナーを輩出している。
馬名のブルーラークスパーとは、「青い飛燕草」という意味である。アメリカのオーナーブリーダーとして知られるエドワード・ライリー・ブラッドリーが生産した馬の一頭で、彼の他の所有馬と同じく頭文字に「B」をあしらって名付けられている。

### 競走馬時代
1928年にベルモントパーク競馬場の一般戦でデビュー、初戦は3着に敗れるが、続く未勝利戦をハナ差で制して初勝利を挙げた。勢いをつけたブルーラークスパーは、その後ジュヴェナイルステークス、ナショナルスタリオンステークス、サラトガスペシャルステークスとステークス競走を3勝、ベルモントフューチュリティにも出走予定であったがこれを取り消し、2歳シーズンを7戦4勝の成績で終えた。
3歳時はクラシック三冠路線に駒を進めている。クラシック本番のケンタッキーダービーではそれまでの成績から1番人気に推されたが、不良馬場に脚を取られてクライドヴァンデュッセンの4着に敗退した。その後ベルモントステークスに照準を定めてプリークネスステークスには向かわず、ウィザーズステークスに出走してこれを勝ち、当日に向けて調整を行った。ベルモントステークス当日は再び雨によって不良馬場となっていたが、捲土重来を期して1番人気に推され、これに応えるかのように2着に3/4馬身差をつけて優勝した。
ベルモントステークス以後はドワイヤーステークスに出走して2着に入り、次走アーリントンクラシックステークスを5馬身差で勝つなどのパフォーマンスを見せるが、この頃に屈腱炎を発症したため休養に入っている。結果としてこのシーズンを6戦しかできなかったが、これらの走りが評価されて同年の年度代表馬に選定された。
4歳になって復帰したブルーラークスパーは、スターズアンドストライプスハンデキャップをレコードタイムで優勝、続いてアーリントンカップにも勝利し、同年3戦2勝の成績で引退した。
獲得賞金272,070ドルは、当時のアメリカ競馬史上の歴代3位であった。

### 種牡馬時代
引退後はブラッドリー所有のアイドルアワーストックファームで種牡馬になり、後に殿堂入りするマートルウッドなどを始めに44頭のステークス勝ち馬を輩出して成功を収めた。ブルードメアサイアーとしてはそれ以上に成功し、114頭のステークス勝ち馬を輩出した。
1946年にブラッドリーが死去するとキングランチに移り、翌年にグリーンツリースタッド移された。1947年に同地で死亡、21歳。

### 代表的な産駒
- Myrtlewood - 1936年 アメリカ最優秀古牝馬、最優秀短距離馬。アメリカ殿堂馬。
- Oedipus - 1950年・1951年 アメリカ最優秀障害競走牡馬。アメリカ殿堂馬。
- Blue Delight - アーリントンメイトロンハンデ、アーリントンラッシーステークス。
- But Why Not - エイコーンステークスなど。1947年 アメリカ最優秀3歳牝馬、最優秀古牝馬。
- Elpis - コーチングクラブアメリカンオークスなど。
- Blue Sword - レムゼンステークス、ケンタッキーダービー2着など。
- Alablue - テストステークス

## 評価

### 主な勝鞍
1928年（2歳）　7戦4勝
ジュヴェナイルステークス、ナショナルスタリオンステークス、サラトガスペシャルステークス
1929年（3歳）　6戦4勝
ウィザーズステークス、ベルモントステークス、アーリントンクラシックステークス
1930年（4歳）　3戦2勝
スターズアンドストライプスハンデキャップ、アーリントンカップ

### 年度代表馬
- 1929年 - 年度代表馬、最優秀3歳牡馬
- 1930年 - 最優秀ハンデキャップ競走牡馬

### 表彰
- 1957年 - アメリカ競馬名誉の殿堂博物館に殿堂馬として選定される。
- 1999年 - 20世紀のアメリカ名馬100選において100位に選ばれる。

## 血統表
| ブルーラークスパーの血統（ピーターパン系（ヒムヤー系） / Padua 3x4=18.75%、Galopin 5x5=6.25%、Macaroni 5x5=6.25%） | ブルーラークスパーの血統（ピーターパン系（ヒムヤー系） / Padua 3x4=18.75%、Galopin 5x5=6.25%、Macaroni 5x5=6.25%） | ブルーラークスパーの血統（ピーターパン系（ヒムヤー系） / Padua 3x4=18.75%、Galopin 5x5=6.25%、Macaroni 5x5=6.25%） | （血統表の出典） | （血統表の出典） |
| 父 Black Servant 1918 青毛                                                                                         | 父の父Black Toney 1911 青鹿毛                                                                                      | Peter Pan I | Commando         | Commando         |
| 父 Black Servant 1918 青毛                                                                                         | 父の父Black Toney 1911 青鹿毛                                                                                      | Peter Pan I | Cinderella       |                  |
| 父 Black Servant 1918 青毛                                                                                         | 父の父Black Toney 1911 青鹿毛                                                                                      | Belgravia | Ben Brush        | Ben Brush        |
| 父 Black Servant 1918 青毛                                                                                         | 父の父Black Toney 1911 青鹿毛                                                                                      | Belgravia | Bonnie Gal       |                  |
| 父 Black Servant 1918 青毛                                                                                         | 父の母Padula 1906 青鹿毛                                                                                           | Laveno | Bend Or          | Bend Or          |
| 父 Black Servant 1918 青毛                                                                                         | 父の母Padula 1906 青鹿毛                                                                                           | Laveno | Napoli           |                  |
| 父 Black Servant 1918 青毛                                                                                         | 父の母Padula 1906 青鹿毛                                                                                           | Padua | Thurio           | Thurio           |
| 父 Black Servant 1918 青毛                                                                                         | 父の母Padula 1906 青鹿毛                                                                                           | Padua | Immortelle       |                  |
| 母 Blossom Time 1920 青鹿毛                                                                                        | 母の父North Star 1914 栗毛                                                                                         | Sunstar | Sundridge        | Sundridge        |
| 母 Blossom Time 1920 青鹿毛                                                                                        | 母の父North Star 1914 栗毛                                                                                         | Sunstar | Doris            |                  |
| 母 Blossom Time 1920 青鹿毛                                                                                        | 母の父North Star 1914 栗毛                                                                                         | Angelic | St. Angelo       | St. Angelo       |
| 母 Blossom Time 1920 青鹿毛                                                                                        | 母の父North Star 1914 栗毛                                                                                         | Angelic | Fota             |                  |
| 母 Blossom Time 1920 青鹿毛                                                                                        | 母の母Vaila 1911 青鹿毛                                                                                            | Fariman | Gallinule        | Gallinule        |
| 母 Blossom Time 1920 青鹿毛                                                                                        | 母の母Vaila 1911 青鹿毛                                                                                            | Fariman | Bellinzona       |                  |
| 母 Blossom Time 1920 青鹿毛                                                                                        | 母の母Vaila 1911 青鹿毛                                                                                            | Padilla | Macheath         | Macheath         |
| 母 Blossom Time 1920 青鹿毛                                                                                        | 母の母Vaila 1911 青鹿毛                                                                                            | Padilla | Padua F-No.8-f   |                  |